# Hệ thống phân loại phim ở Việt Nam
Hệ thống kiểm duyệt và phân loại phim điện ảnh được phát hành tại Việt Nam  được đưa ra và áp dụng trên toàn lãnh thổ Việt Nam có vai trò kiểm duyệt, chỉnh sửa và sắp xếp các phim điện ảnh sao cho phù hợp từng đối tượng khán giả dựa trên những yếu tố như nội dung, hình ảnh tình dục, khỏa thân, kinh dị, bạo lực, ngôn từ tục tĩu, sử dụng chất gây nghiện và một số nội dung gây tranh cãi khác như chính trị, tôn giáo, lịch sử ,thuần phong mỹ tục... 

## Hệ thống phân loại

### Trước đây
- Tất cả những phim được trình chiếu tại các rạp chiếu phim ở Việt Nam phải được kiểm duyệt, sau đó được cấp giấy phép phát hành và phạm vi phổ biến phim bởi Cục Điện ảnh thuộc Bộ Văn hóa, Thể thao và Du lịch Việt Nam. Do đó, một số cảnh quay có thể được yêu cầu phải cắt bỏ bởi Cục Điện ảnh để phù hợp với văn hóa, pháp luật của Việt Nam trước khi lưu hành. Tuy nhiên, không ngoại trừ một số phim sẽ không được cấp phép phát hành tại Việt Nam vì có quá nhiều nội dung vi phạm, không thể sửa chữa được.[1]
- G: Phim dán mác G là phim thích hợp cho mọi độ tuổi, được cấp giấy phép phát hành và phạm vi phổ biến phim bởi Cục Điện ảnh thuộc Bộ Văn Hóa, Thể thao và Du lịch Việt Nam.
- NC16: Còn gọi là phim "16+". Phim dán mác NC16 là những bộ phim không dành cho khán giả dưới 16 tuổi vì chủ đề và một số cảnh trong phim không thích hợp. Người xem có thể bị yêu cầu xác minh tuổi khi mua vé xem phim có mác NC16.

### Hiện nay
Luật Ðiện ảnh (sửa đổi) năm 2022 sẽ có hiệu lực từ ngày 1/1/2023 quy định rõ việc phân loại độ tuổi và hiển thị mức phân loại phim cho các phim chiếu trên mọi hình thức phổ biến
P – Phổ biến với mọi lứa tuổi
K – Phổ biến cho trẻ dưới 13 tuổi với điều kiện có cha mẹ hoặc người giám hộ xem cùng.
T13 (13+) – phổ biến đến người xem từ 13 tuổi trở lên
T16 (16+) – phổ biến với người xem từ 16 tuổi trở lên
T18 (18+) – phù hợp với người xem từ 18 tuổi trở lên
C – các phim không được phép phổ biến